# Silvestre Revueltas
Silvestre Revueltas (Santiago Papasquiaro, Victoria de Durango, 21 de desembre de 1899 - Ciutat de Mèxic, 5 d'octubre de 1940), compositor, violinista i director mexicà.
Revueltas estudia en el Conservatorio Nacional de Música de la Ciutat de Mèxic, en el St. Edward College a Austin, Texas i al Chicago College of Music. Va donar recitals de violí i el 1929 va ser invitat per Carlos Chávez per a convertir-se en director de l'Orquestra Simfònica de Mèxic, càrrec que va ocupar fins al 1935, i on va tenir entre altres alumnes a Salvador Contreras. Ambdós, Revueltas i Chávez, van fer molt per promoure la música contemporània mexicana. Va ser en esta època quan Revueltas es va iniciar en la composició.
Viatja a Espanya i treballa amb els republicans en la Guerra Civil espanyola, però després de la victòria de Franco, torna a Mèxic per a dedicar-se a la docència. No guanya prou diners per a mantenir-se i cau en la pobresa i l'alcoholisme. Mor el mateix dia de l'estrena del ballet El renacuajo paseador, compost set anys abans.
Va compondre música per a pel·lícules, de cambra, cançons i alguns altres treballs. La seua música orquestral inclou poemes simfònics; el més conegut és Sensemayá (1938), basat en el poema de Nicolás Guillén. El seu llenguatge musical és tonal però de vegades dissonant, amb vitalitat rítmica, i ben sovint amb un sabor distintivament mexicà.
Revueltas apareix breument com a pianista en la pel·lícula Vámonos con Pancho Villa! (Mèxic, 1935), col·locant un cartell sobre el piano que diu: "Se suplica no tirar-li al pianista". Revueltas també va compondre la banda sonora de la pel·lícula.